# Tritonal
Tritonal je eksploziv koji se sastoji uglavnom od TNT (Trinitrotoluene) i aluminijuma. Tipično, Tritonal sadrži oko 80% TNT i 20% aluminijumskog praha, koji se koristi u nekoliko vrsta ubojnih sredstava kao što su bombe bačene iz vazduha. Aluminijum se dodaje kako bi se povećala eksplozivna snaga, jer proizvodi veliku količinu toplote tokom detonacije, a time i impuls TNT-a — dužinu vremena tokom kojeg je talas eksplozije pozitivan. Tritonal je otprilike 18% snažniji od samog TNT-a. 
Tritonal se često koristi u vojne svrhe. Na primer, koristi se u bombama koje nam koriste oružane snage, kao što su bombe koje se koriste u vazdušnim napadima. U mnogim slučajevima, Tritonal je zamenio starije vrste eksploziva, kao što je TNT i Kompozicija B, zbog njegove veće efikasnosti. 87 kg (192 lb) tritonala u bombi Mark 82 ima potencijal da proizvede približno 863  MJ energije kada se detonira.  Ovo implicira specifičnu energiju od približno 9 MJ/kg, u poređenju sa ~4 MJ/kg za TNT.
Važno je napomenuti da je rukovanje i upotreba tritonala, kao i svih eksploziva, izuzetno opasna i treba ih sprovesti samo stručnjaci. Eksplodiranje, tritonal može proizvesti velike količine toksičnih gasova, što može prouzrokovati ozbiljne zdravstvene probleme ili smrt.
Pored toga, eksplozivi poput tritonala mogu uzrokovati ozbiljnu štetu okolini, uključujući zagađenje tla i vode, a samim tim se moraju koristiti sa velikim oprezom.

## Sastav Tritonala
Tritonal  je srebrnasta, čvrsta eksplozivna supstanca koja se sastoji od mešavine 80% TNT-a i 20% aluminijumskog praha, koja se koristi u raznim vrstama oružja.  Ima gustinu od oko 1,73 g/cm³ i u smislu rastvorljivosti i tačke topljenja, pokazuje svojstva slična onima TNT-a bez aditiva. 
Aluminijumski prah, posebno ako je mikrometarske ili nanometarske veličine, poboljšava eksplozivnu moć trinitrotoluena – odnosno brzinu kojom eksploziv razvija maksimalni detonativni pritisak – povećanjem temperature i samim tim eksplozivnog udarnog talasa.  Tritonal je približno 18% jači od TNT-a bez aditiva. 
Proporcije TNT-a i aluminijuma se mogu odrediti rastvaranjem nitrogliceričnog jedinjenja u benzenu i naknadnim merenjem preostalog rastvora aluminijuma. 
Najvažnije oblasti primene ovog eksploziva su vazdušne bombe, kao što su GBU-43/B Massive Ordnance Air Blast ili Mark 82. Štaviše, tritonal se takođe koristi u uništavanju fosgena, zahvaljujući visokim temperaturama koje je sposoban da generiše.  